# Телесто
Телесто (грч. Τελεστώ) је у грчкој митологији била нимфа.

## Митологија
Хесиод је у теогонији наводи као Океаниду, једну од старијих и одевену у шафран (или боју шафрана). Била је божанство успеха и постигнућа. Вероватно је била једна од Нефела, божанстава ваздуха и облака.

## Друге личности
У литератури се помиње и Телесто као муза, чија је „специјалност“ заборављена.